# Break the Chain
「Break the Chain」（ブレイク ザ チェーン）は、2008年3月26日発売のTourbillonの5枚目のシングル。
オリコンチャート初登場3位。Tourbillonとしては初のトップテン入りを果たす。
RYUICHI、INORANとしてはオリコンウィークリートップ3入りはLUNA SEA在籍時のシングル「gravity」以来8年ぶり、H.HAYAMA（D-LOOP）としては初となる。

## 解説
- 『仮面ライダーキバ』の主題歌である。
- ジャケット、CD、歌詞カードは仮面ライダーキバ関連で統一されている。初回生産分のみ、キバのカードが封入されている。
- RK 10th Anniversary Action Extra河村隆一 COUNT DOWN 2007-2008 『自分の言葉で』“evergreen anniversary edition night”において、「春に大きなタイアップをやらせてもらいます」「エイベックスさんに『どうしてもTourbillonさんで』とお願いされ、自分たちの曲でもないしそんなに頑なに断る必要もないかなと」「歌詞がちょっと恥ずかしいかな」と発言している。
- このシングルのためのプロモーション活動は行っていないが、Tourbillon名義では最高売上となった。
- 2024年現在、Tourbillonのアルバムにはベスト・アルバムも含めて収録されていない。またライブにおいても長らく歌唱されていなかったが、2023年8月5日に開催された「Tourbillon Live 2023 20 years Since Time Began」にて初めて披露された[1]。
- RIDER CHIPSによりカバーされている。

## 収録曲
1. Break the Chain
テレビ朝日系『仮面ライダーキバ』オープニング・テーマ
2. Break the Chain TV size edit
実際に番組のオープニングに使用されているバージョン。
3. Break the Chain I.MIX
INORANをフィーチャーしたバージョン。
4. Break the Chain H.MIX
H.HAYAMAをフィーチャーしたバージョン。
5. Break the Chain instrumental

- 作詞：藤林聖子/作曲：鳴瀬シュウヘイ/編曲：Tourbillon・鳴瀬シュウヘイ